# Редан (корабостроене)
Реда́н (на френски: redan – издатина) – „стъпало“ на дъното на глисиращите катери. Биват напречни и надлъжни редани. Служат за намаляване на мократа повърхност (за сметка на олепянето на потока от дъното на катера) и, съответно, за намаляване на съпротивлението.
В межвоенното време СССР е единствената водеща морска държава, която строи торпедни катери реданен тип. Англия, Германия, САЩ и другите страни преминават към строителството на мореходни килови торпедни катери. Такива катери отстъпват на реданните по скорост в спокойно море, но съществено ги превъзхождат при вълнение 3 – 4 бала, а също носят по-мощно артилерийско и торпедно въоръжение.
Превъзходството на киловите катери над реданните става очевидно в хода на войната на правительството на САЩ с контрабандистите при източното крайбрежие на страната през 1921 – 1933 г., по време на сухия закон.